# Orleans (tyg)
Orleans är en halvyllevävnad i lärftbindning med ränning (varp) av bomull och inslag av kamgarn, vanligen enfärgad, ibland melerad, ibland moarébehandlad. Orleans användes tidigare som fodertyg.